# 反媒體壟斷大遊行

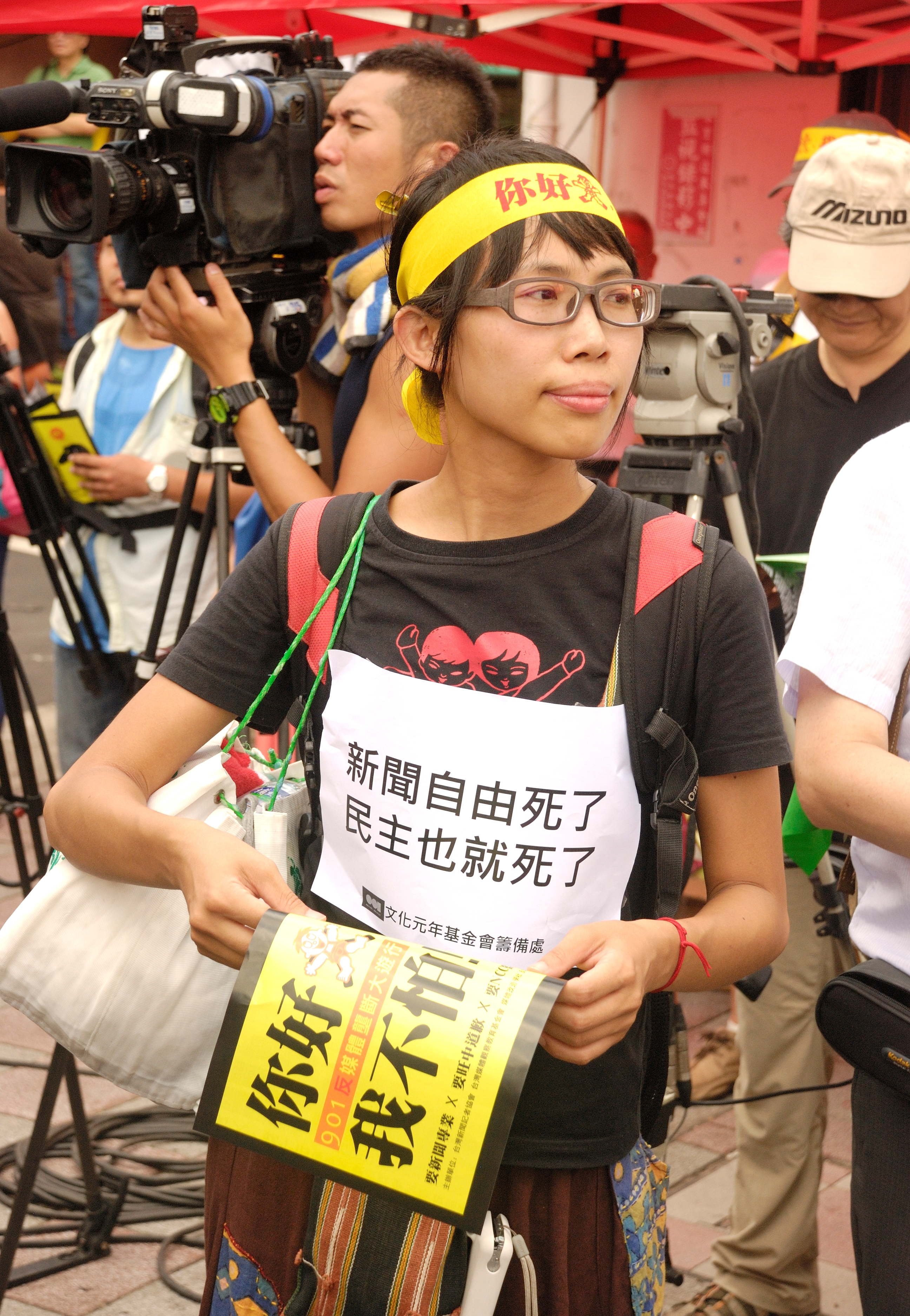
抗議併購壟斷媒體扼殺新聞自由

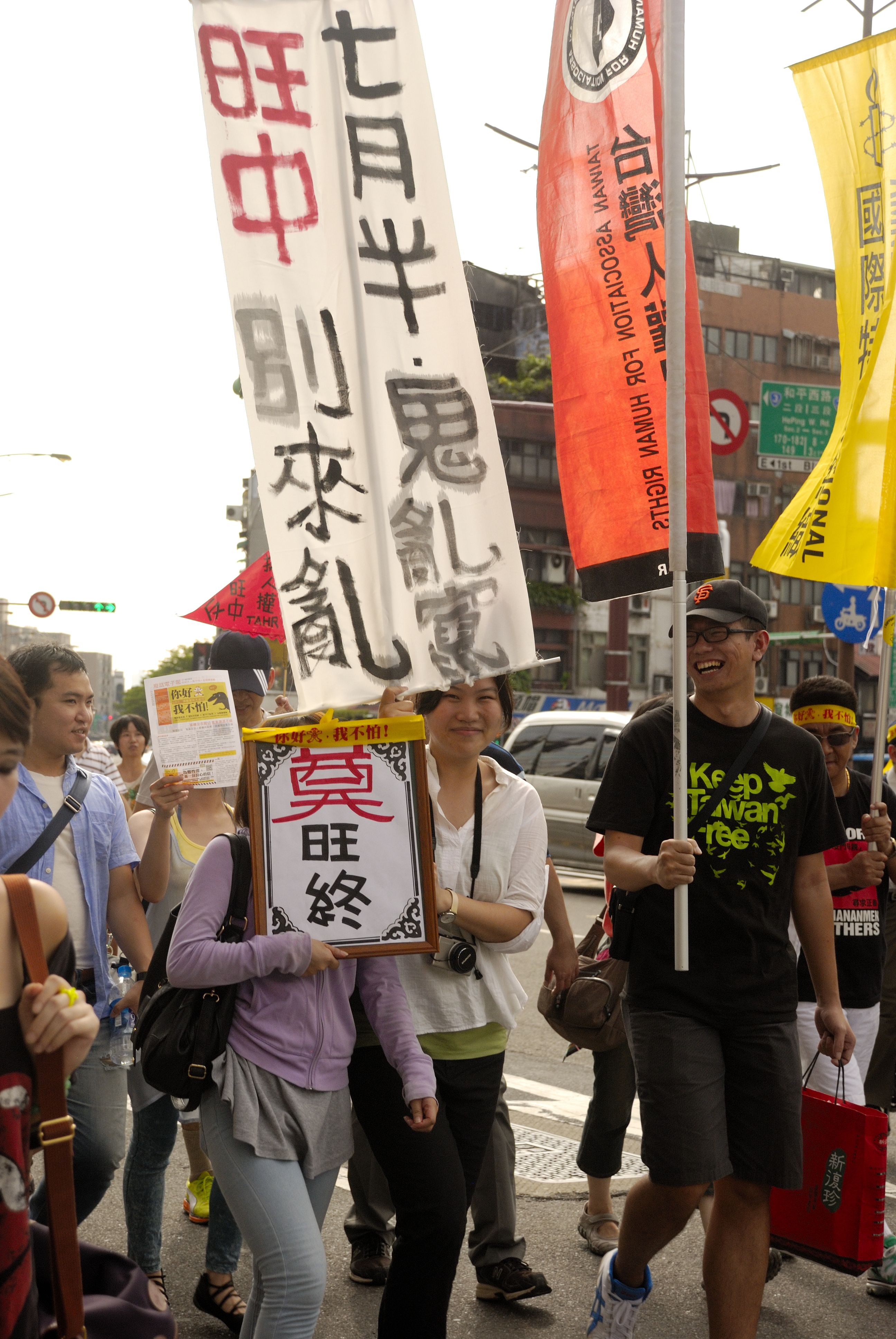
「鬼月反旺中」之奠旺終

國立臺灣大學新聞所張錦華教授(左)與台灣新聞記者協會會長陳曉宜(右)

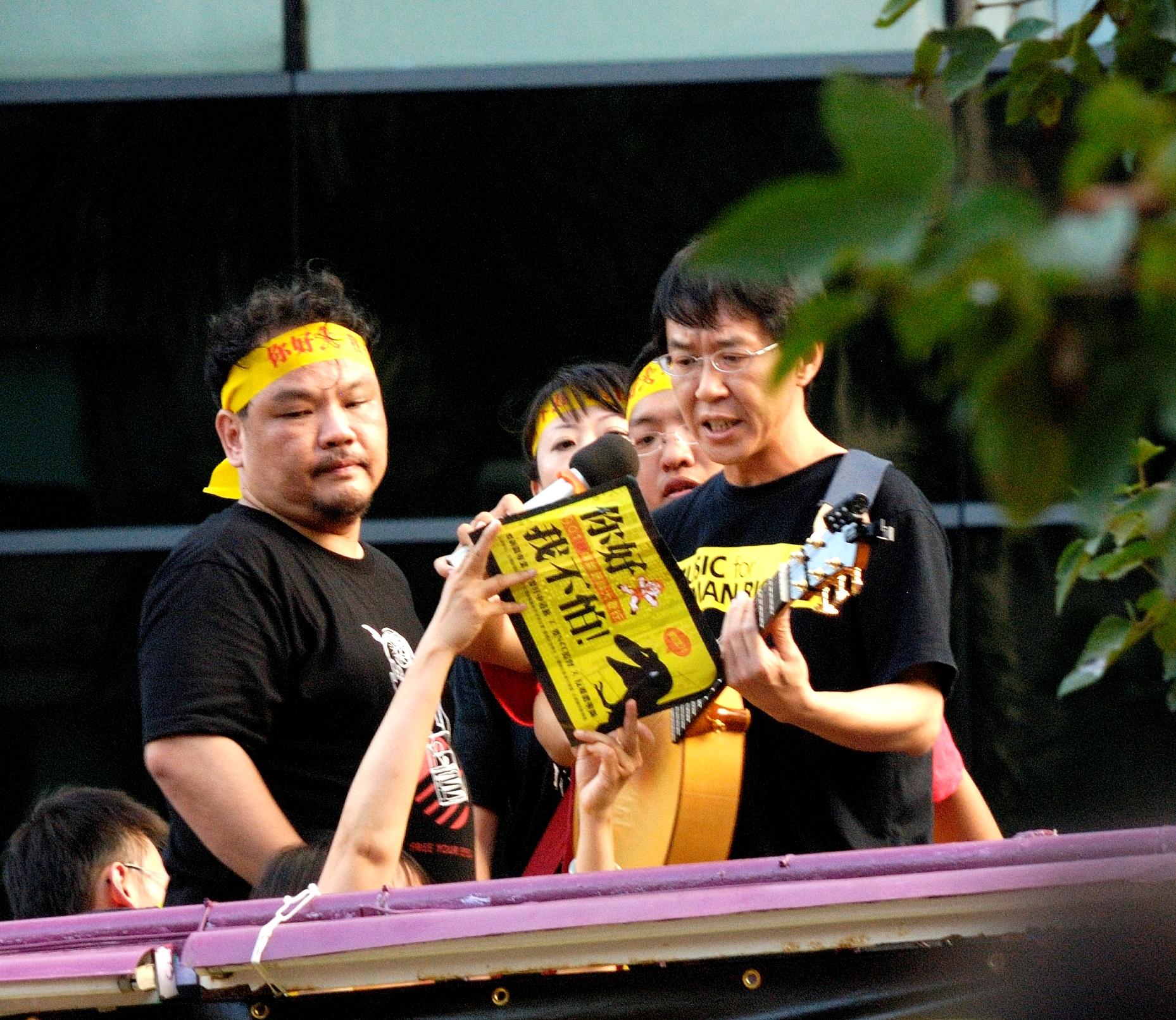
學者管中祥與歌手林生祥

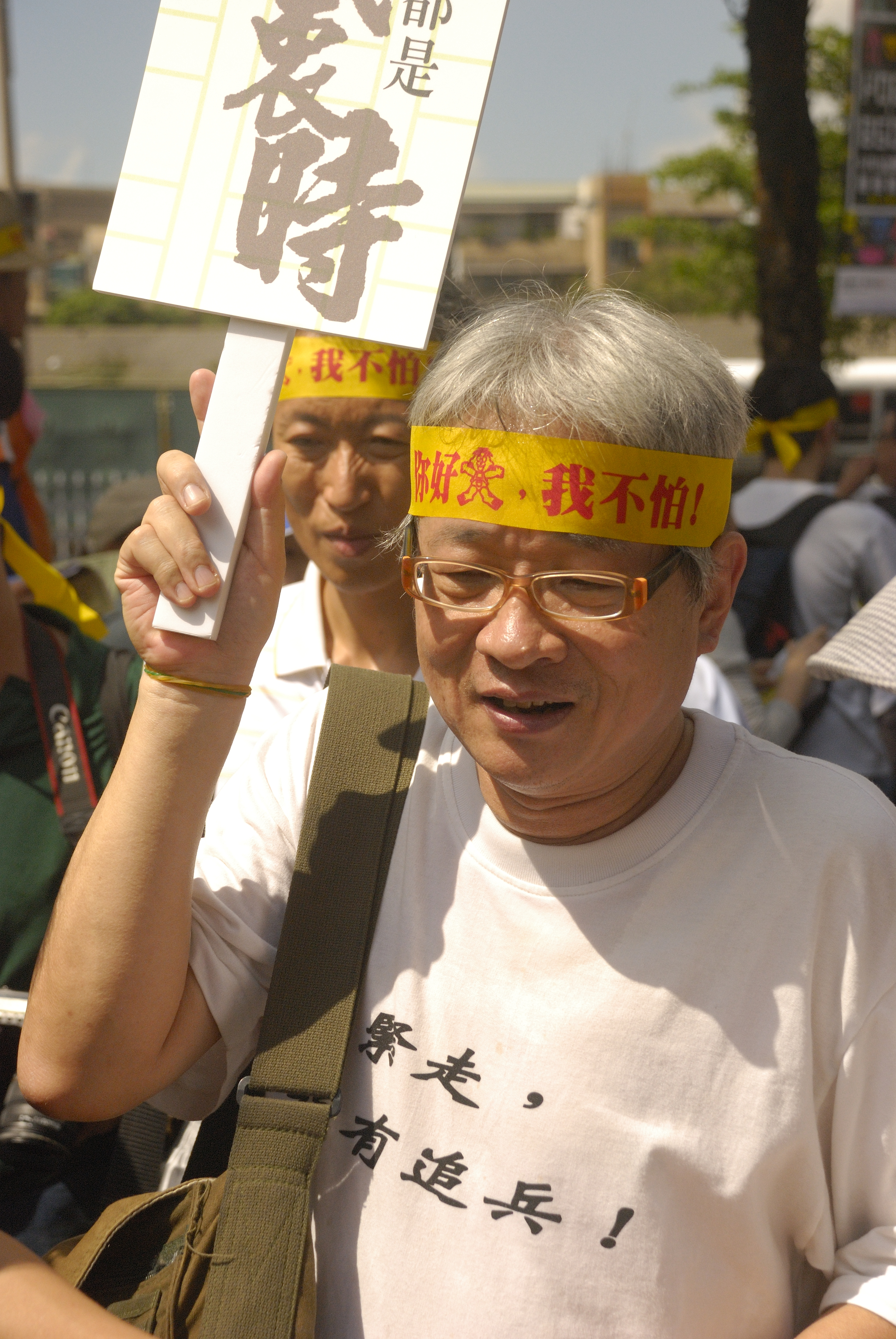
舉著「我們都是錢衷時」參加大遊行的馮光遠

反媒體壟斷大遊行，於2012年9月1日，在台灣台北市舉辦的一個公民抗議遊行活動。主辦單位是台灣新聞記者協會等近百個民間團體，遊行總指揮為台灣記者協會會長陳曉宜。這個遊行是由於旺旺中時併購中嘉案與旺中案走路工事件發生後，民間對旺中集團新聞報導不滿所引發，訴求為反對台灣新聞媒體遭壟斷，以及支持新聞自由。
遊行隊伍在中國時報大樓集結，向旺中集團遞交抗議書，之後沿途步行至國家通訊傳播委員會，向政府提交陳情書。主辦單位估計參與全程遊行人數約有6千人，總參與人數超過9千人，警方估計約4至5千人，是台灣史上針對新聞媒體所發動的最大一次遊行活動（後被「拒絕紅色媒體、守護臺灣民主」遊行打破紀錄），也創下媒體議題成台灣公民運動首例的遊行。有許多學生參與此次遊行。

## 遊行訴求
主辦單位希望台灣制定反跨媒體新聞壟斷法，防止新聞媒體被單一集團所壟斷。

## 參與人數
主辦單位原先預估將有1500人參與。遊行當天，台北市中正一分局估計人數約4至5千人，主辦單位估計約6千人。遊行抵達忠孝西路的新光三越百貨前，主辦單位宣布人數超過9千位，隊伍長達一公里。

## 參與的知名人士
- 陳曉宜
- 張錦華
- 管中祥
- 馮光遠[2]
- 王小棣
- 林生祥

## 各界回應

### 旺中集團
8月31日，《中國時報》以全版廣告刊登5點聲明，希望台灣各界用公平的標準檢視壹傳媒集團與旺中集團，何者對台灣較有貢獻。

### 民進黨
民進黨主席蘇貞昌，代表民進黨，反對旺旺中時併購中嘉案，要求中華民國國家通訊傳播委員會（NCC）撤回決議。他希望各界參與反旺中遊行，但是為尊重主辦單位，未用民進黨的名義參加，僅鼓勵黨員以個人名義參與。